# Buttermilchbrei

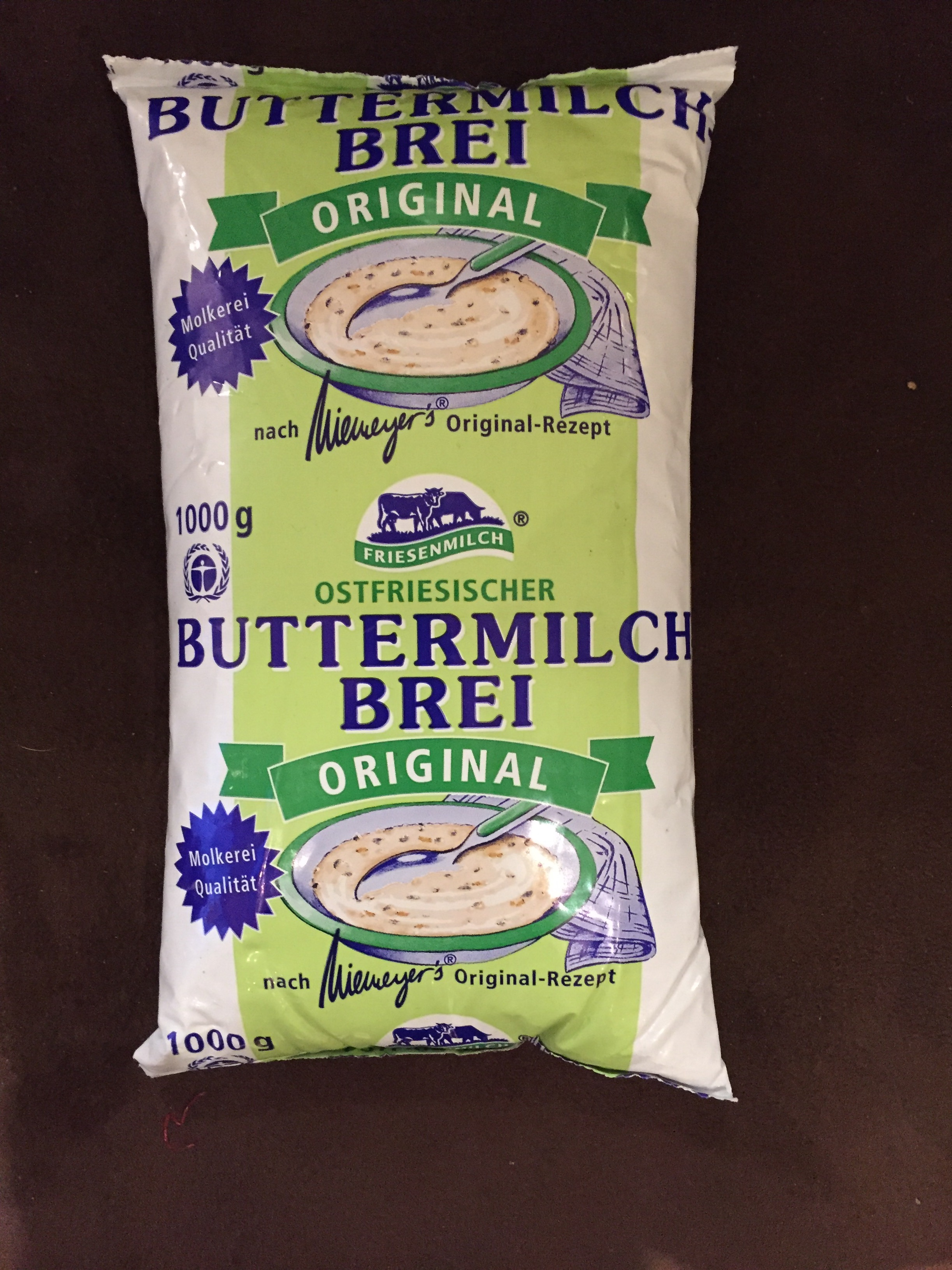
Handelsüblicher Buttermilchbrei als Fertigprodukt

Buttermilchbrei (plattdeutsch: Kar(n)melk(s)breei) ist eine Zubereitungsart für eine Suppe aus Buttermilch und eine traditionelle Spezialität der Ostfriesischen Küche. Der Begriff leitet sich im ostfriesischen Platt her von „Karmelk“ (Buttermilch) und „Breei“ (Brei), wobei „Karmelk“ wiederum herzuleiten ist aus „karnen“ (buttern) und „Melk“ (Milch).
Hauptzutat der etwas säuerlichen Suppe ist Buttermilch, die mit Graupen versetzt ist, wodurch durch Aufkochen die sämige Konsistenz entsteht. Der Brei wird mit Zucker gesüßt oder auch mit einer Scheibe Schwarzbrot mit Butter und Käse gegessen.
Verschiedene Varianten des einfachen Grundrezeptes ergaben sich durch weitere Zutaten und erhielten dann gegebenenfalls eigene Bezeichnungen, wie z. B. „Kamelkskrömen“, eine Variation, die durch Brotkrumen angereichert war. Im Handel sind Geschmacksrichtungen mit Aprikose und Vanille erhältlich. Hinzugefügt werden können auch Pflaumen oder Rosinen. Diese Abwandlungen sind insbesondere im Jeverland, im Oldenburger Land und in der Lüneburger Heide anzutreffen.